# كريستيز
كريستيز (بالإنجليزية: Christie's)‏ هي دار مزادات بريطانية رائدة تأسست عام 1766 وتدير أعمالها من مقرها في شارع كينج بلندن بالإضافة إلى صالات أخرى في نيويورك وباريس وهونج كونج وشنغهاي ودبي ومدن أخرى، وهي مملوكة لمجموعة أرتميس، الشركة القابضة لرجل الأعمال الفرنسي فرانسوا بينو، والتي استحوذت على كريستيز في أواخر التسعينات. بلغت مبيعات الشركة في عام 2022 على مستوى العالم 8.4 مليار دولار وهو رقم قياسي لم تحققه أيّ دار مزادات من قبل. تعود البداية إلى المؤسس جيمس كريستي الذي طرح مجموعات وقطعاً فنية للبيع في لندن في منتصف القرن الثامن عشر. أُدرجت الشركة في بورصة لندن عام 1973 واستمرت بالقيام في أعمالها في أوروبا، وبعد أربع سنوات دخلت إلى سوق الولايات المتحدة، ثم توسعت لاحقاً في آسيا.
تنظّم كريستيز سنوياً قرابة 350 مزاداً على امتداد أكثر من ثمانين فئة مختلفة، منها الفنون الجميلة والزخرفية والمجوهرات والصور الفوتوغرافية والمقتنيات وغيرها الكثير. ويقترن اسم كريستيز منذ عهد بعيد بتنظيم أهمّ المزادات الخاصة في العالم لنخبة من عملائها على امتداد الفئات المختلفة، لاسيّما ما يتصل بالأعمال الفنية لحقبة ما بعد الحرب العالمية الثانية والأعمال الفنية المعاصرة والانطباعية والحديثة وأعمال الفنانين الأوروبيين من القرن الرابع عشر إلى بداية القرن التاسع عشر، بالإضافة إلى المجوهرات.

## التاريخ

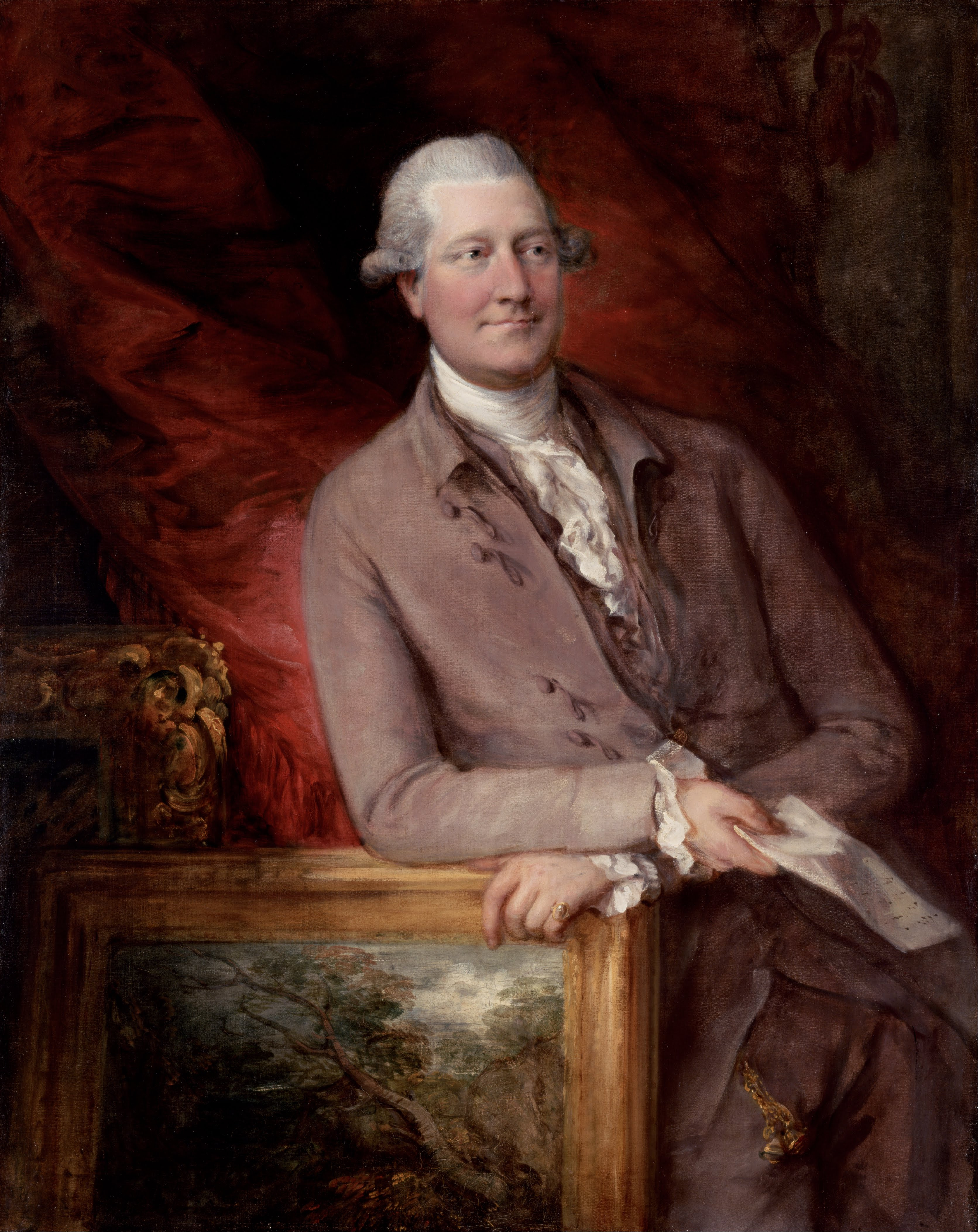
بورتريه للمؤسس جيمس كريستي بواسطة توماس جينزبورو

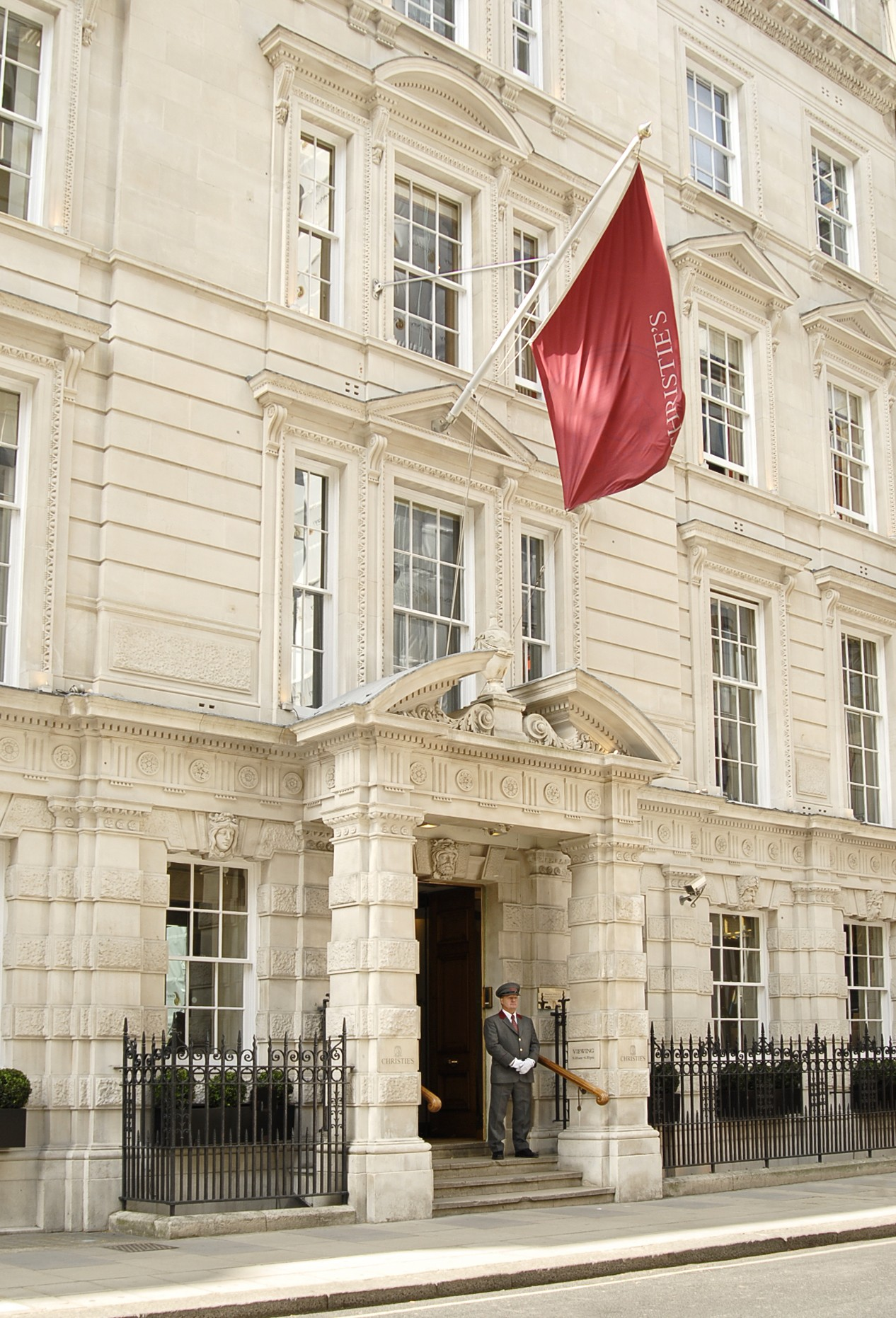
مقر كريستيز التاريخي في شارع كينج، لندن

قام المؤسس جيمس كريستي (1738-1803) بأول عملية بيع له في لندن في الخامس من ديسمبر 1766، بالرغم من وجود أدلة على إعلانه في الصحف عن مزادات تعود إلى عام 1762، وربما أقدم من ذلك. خلال تلك الفترة، عادةً ما كانت المزادات تُعقد لبيع قطع تعتبر ضمن التراث الوطني للمملكة المتحدة. خلال القرنين التاسع عشر والعشرين، اشتهرت كريستيز بإجرائها مزادات ضمت قطعاً تعود لعائلات أرستقراطية وحتى العائلة الملكية البريطانية. استمر جيمس كريستي في إدارة دار المزادات حتى وفاته في 1803، ثم خلفه ابنه جيمس كريستي الأصغر (1773-1831). بعد نهاية الحروب البريطانية مع فرنسا في القرن الثامن عشر، كان هناك وفرة في الممتلكات المعروضة للبيع عبر المزادات وتزايداً في شعبية المزادات بين المقتنين. من بين عمليات البيع البارزة لكريستيز كان بيع محتويات منزل ريفي ذا قيمة كبيرة، وهو منزل ستو (Stowe House)، الذي كان ملكاً لدوق باكينغهام والذي أعلن إفلاسه. ضمّ المنزل مقتنيات هامة مثل بورتريه لويليام شكسبير.

### القرن الـ 20
ظلت الشركة تعمل بشكل رئيسي في لندن إلى أن بدأت التوسع في أواخر الخمسينات، وطرحت أسهمها في بورصة لندن في عام 1973. وفي عام 1974 عين جو فلويد رئيساً لمجلس إدارة الشركة إلى أن خلفه اللورد كارينجتون. باعت كريستيز أولى قطعها في الولايات المتحدة في عام 1977.
في 1995، أصبحت كريستيز أول شركة مزادات عالمية تعرض أعمالاً فنية في بكين.
في 1996 تخطت المبيعات دار سوذبي لأول مرة منذ 1954، إلا أن الأرباح لم تنمُ بنفس المعدل، وفي الفترة من 1993 إلى 1997 كانت الأرباح السنوية حوالي 80 مليون دولار.
في 1998، باعت كريستيز في نيويورك وثيقة طرسية أرخميدس وهي إحدى أقدم وثائق أرخميدس المكتوبة.
اشترت كريستيز في 1993 معرض سبينك آند سون (Spink & Son) المتخصص في فنّ الشرق الأقصى واللوحات البريطانية والطوابع، لكن إدارة المعرض ظلت منفصلة عن الشركة لفترة. وفي عام 1996 اشترت الشركة معرض ليجر (Leger Gallery) مقابل 3.8 مليون دولار ودمجته مع معرض سبينك تحت اسم سبينك-ليجر (تم إغلاقه في 2002). ولغرض التوسع، استحوذت الشركة على جريت استايتس في عام 1995 والتي كانت تمتلك أكبر شبكة لوكلاء العقارات المستقلين في أمريكا الشمالية، وتبع ذلك تغيير اسم الشركة إلى كريستيز جريت استايتس (Christie's Great Estates Inc.).
في ديسمبر 1997، وتحت قيادة رئيس مجلس الإدارة اللورد هيندليب، أدرجت الشركة ذاتها في مزاد، لكن لم ينل أي عطاء موافقة الشركة وكان أعلاهم عطاء من شركة SBC Warburg Dilloon Read. في مايو 1998، اشترت مجموعة أرتميس، الشركة القابضة لفرانسوا بينو، 29.1% من أسهم الشركة مقابل 243.2 مليون دولار، وبعد ذلك اشترت بقية الأسهم في صفقة قدرت قيمة الشركة بمليار ومئتي مليون دولار.
في 2014 عُيِّنت باتريشا باربيزيه رئيساً تنفيذياً لدار كريستيز لتكون أول سيدة تتقلَّد هذا المنصب منذ تأسيس كريستيز.

### القرن الـ 21
أطلقت كريستيز مزادها الأول في باريس في عام 2002. دأبت الشركة على زيادة صفقاتها ومعارضها بشكل متنوع في السنوات التالية، ومن المعارض الهامة التي أجرتها في تلك الفترة معرض لقطع الفنان دونالد جود والذي دفعت له 21 مليون دولار كضمان لمؤسسة دونالد جود، وفي 2007 أجرت وساطة لصفقة بقيمة 68 مليون دولار لنقل ملكية لوحة لتوماس إيكنز تعود لعام 1875، في نفس السنة أيضاً اشترت معرض هاونش فينسون والذي تم إغلاقه لاحقاً.
صعدت لوحات الفن المعاصر لتصبح أكثر الفئات مبيعاً في عام 2012، كما زادت أيضاً مبيعات الفنون الآسيوية لتغدو إحدى أكثر الفئات شعبية بين المزايدين. في تلك الفترة غيرت الشركة أيضاً نموذج أعمالها بشكل ملحوظ وأصبحت تقدم معارض وفعاليات حسب مواضيع معينة بدلاً من التصنيف حسب المدرسة الفنية أو الحقبة الزمنية.
قامت الشركة بمراجعة في 2017 وأعلنت عن تسريح 250 موظف (12% من القوة العاملة) ممن كان أغلبهم في بريطانيا وأوروبا.
أعلنت الشركة عن بيعها ما قيمته 8.4 مليار دولار من القطع الفنية والسلع الفاخرة في عام 2022، وهو رقم قياسي لم تصل إليه أي دار مزادات من قبل.

### آسيا والشرق الأوسط
تعمل الشركة في هونج كونج منذ 2014 في مقرها منزل ألكساندرا، وفي 2021 أعلنت عن انتقالها إلى برج ذا هندرسون الفاخر الذي صممته زها حديد وأعلنت عن تنظيم مزادات سنوية ومعارض في المقر الجديد ذو الطوابق الأربعة بمساحة 4.600 متر مربع، مما يجعله قريباً من مساحة المقر الرئيسي بلندن.
تعود بداية أعمال كريستيز بمنطقة الشرق الأوسط إلى شهر مايو 2004 عندما دُعيت دار المزادات العالمية لتنظيم أول مزاد من نوعه ببلدان مجلس التعاون الخليجي لأعمال فنية يُخصَّص ريعها لأعمال خيرية، وتحديداً مزاد «قافلة الجِمال». وخلال المزاد المذكور ارتأى كبار التنفيذيين في كريستيز توسيع رقعة أعمال دار المزادات العالمية العريقة التي تأسست قبل 250 عاماً نحو منطقة الشرق الأوسط لما تشهده من نهضة واسعة ومتسارعة. وبالفعل، وخلال عام واحد افتتحت كريستيز مكتباً تمثيلياً لها بدبي في مطلع أبريل 2005 لتكون السبَّاقة بين دُور المزادات العالمية.
وفي 24 مايو 2006، وعند الساعة 7:00 مساء، شهدت دبي انعقاد أول مزاد للأعمال الفنية بمنطقة الشرق الأوسط، حين صعد يوسي بيلكانين، الذي كان يشغل منصب الرئيس العالمي لدى كريستيز، إلى المنصة مفتتحاً المزاد ومعلناً بعد ذلك بقليل عن بيع لوحة «الفلاح» للفنان التشكيلي العراقي شاكر حسن آل سعيد (1925-2004) بثلاثة أضعاف القيمة التقديرية الأولية الدنيا.
وفي 31 يناير 2007 أعلنت كريستيز عن مزاد ثانٍ هو «مزاد المجوهرات والساعات المعاصرة»، وحقق المزاد نجاحاً واسعاً، وفي شهر أبريل من السنة اللاحقة بيعَت «قلادة أم كلثوم» خلال مزاد كريستيز مقابل 1.4 مليون دولار أمريكي، وتتألف القلادة الأيقونية من تسعة صفوف من اللآلئ الطبيعية الهندية. وشهد موسم مزادات كريستيز المذكور، وهو الرابع لها بالمنطقة آنذاك، سعراً قياسياً عالمياً جديداً حين بيعت المنحوتة البرونزية «الجدار—آه يا برسبوليس» للفنان الإيراني برويز تنافولي مقابل 2.8 مليون دولار أمريكي. وفي عام 2010 عرضت كريستيز في مزادها للأعمال الفنية العالمية الحديثة والمعاصرة مقتنيات د. محمد سعيد فارسي من الأعمال الفنية الشرق أوسطية الحديثة ذات الجودة المتحفية الرفيعة، وبيعت الأعمال المعروضة كافةً وحصدت ما مجموعه 15.4 مليون دولار أمريكي، محققة رقماً قياسياً مازال قائماً لمجموعة مقتنيات فنية شخصية مباعة في مزاد بمنطقة الشرق الأوسط.
في أبريل 2011 عَهِد المشروع الفني الطليعي «حافة الجزيرة العربية» الذي حطَّ الرِّحال في العديد من عواصم العالم إلى كريستيز بيع ستة أعمال فنية لجمع الأموال اللازمة لدعم البرنامج التعليمي المنبثق عن المشروع. وبلغت التقديرات الأولية لتلك الأعمال نحو 150.000 دولار أمريكي، غير أنها حصدت أكثر من مليون دولار أمريكي، وأصبح الفنان التشكيلي السعودي عبد الناصر غارم الأغلى بين الفنانين العرب الأحياء.
وفي أكتوبر 2013 عقدت كريستيز أول مزاد قائم بذاته للساعات بالمنطقة، وبعد عام ونصف العام حقق أول مزاد للساعات ذات الملكية المتعددة رقماً قياسياً حين بيعت كافة الساعات المعروضة وبنسبة 100 بالمئة.
وإلى جانب مواسم المزادات المتعاقبة، عرضت كريستيز في دبي أبرز معروضات مزاداتها الدولية، مثل مجوهرات إليزابيث تايلور في أكتوبر/تشرين الأول 2011؛ واستضافت إشهار كتب جديدة مثل كتاب Contemporary Iranian Art: New Perspectives للدكتور حامد كيشمرشيكان؛ مثلما استضافت الخطاط والفنان التشكيلي التونسي نجا مهداوي الذي أنجز عملاً فنياً خلال معرض المعاينة في أبريل 2012. ونظَّمت كريستيز معارض خاصة للفنون الشرق أوسطية للتعريف بالآفاق الإبداعية في المنطقة؛ ثم أبرمت شراكة مع «أحمد صدّيقي وأولاده» لإطلاق «أسبوع الساعات، دبي» في أكتوبر/تشرين الأول 2015، والذي أقيمت النسخة الثانية منه 15-19 نوفمبر 2016، والذي يجرى الآن.
وفي إطار احتفال كريستيز بمرور عشرة أعوام على بدء مزاداتها بدبي كمحطة فارقة في مسيرة أعمالها بالمنطقة، تضمَّن مزادها للأعمال الفنية الحديثة والمعاصرة في 16 مارس 2016 قسماً حصرياً خاصاً بعنوان NOW AND TEN شمل أربعين لوحة لكوكبة من أشهر الرسامين بمنطقة الشرق الأوسط مستمدة من مقتنيات شخصية. وتصدَّر هذا القسم لوحة «سراييفو» للرسام التشكيلي المصري عمر النجدي. وانضمت هذه الرائعة المتحفية الفذة إلى المقتنيات الشخصية للسفيرة فرانسين هنريخ في عام 1993، وعُرضت للمرة الأولى في مزاد علني. وتضمَّن مزاد الأعمال الفنية الحديثة والمعاصرة ما مجموعه 125 لوحة، وتجاوزت حصيلة المزاد التوقعات الأولية بكثير وبلغت 11.958.752 دولار أمريكي، وبيعت 80 بالمئة من معروضاته. وشهد المزاد ما مجموعه 18 رقماً قياسياً عالمياً جديداً للأعمال الفنية الشرق أوسطية الحديثة والمعاصرة، الأمر الذي يؤكد تواصُل اهتمام المقتنين الدوليين بالفن الحديث والمعاصر بالمنطقة.

## أشهر المبيعات

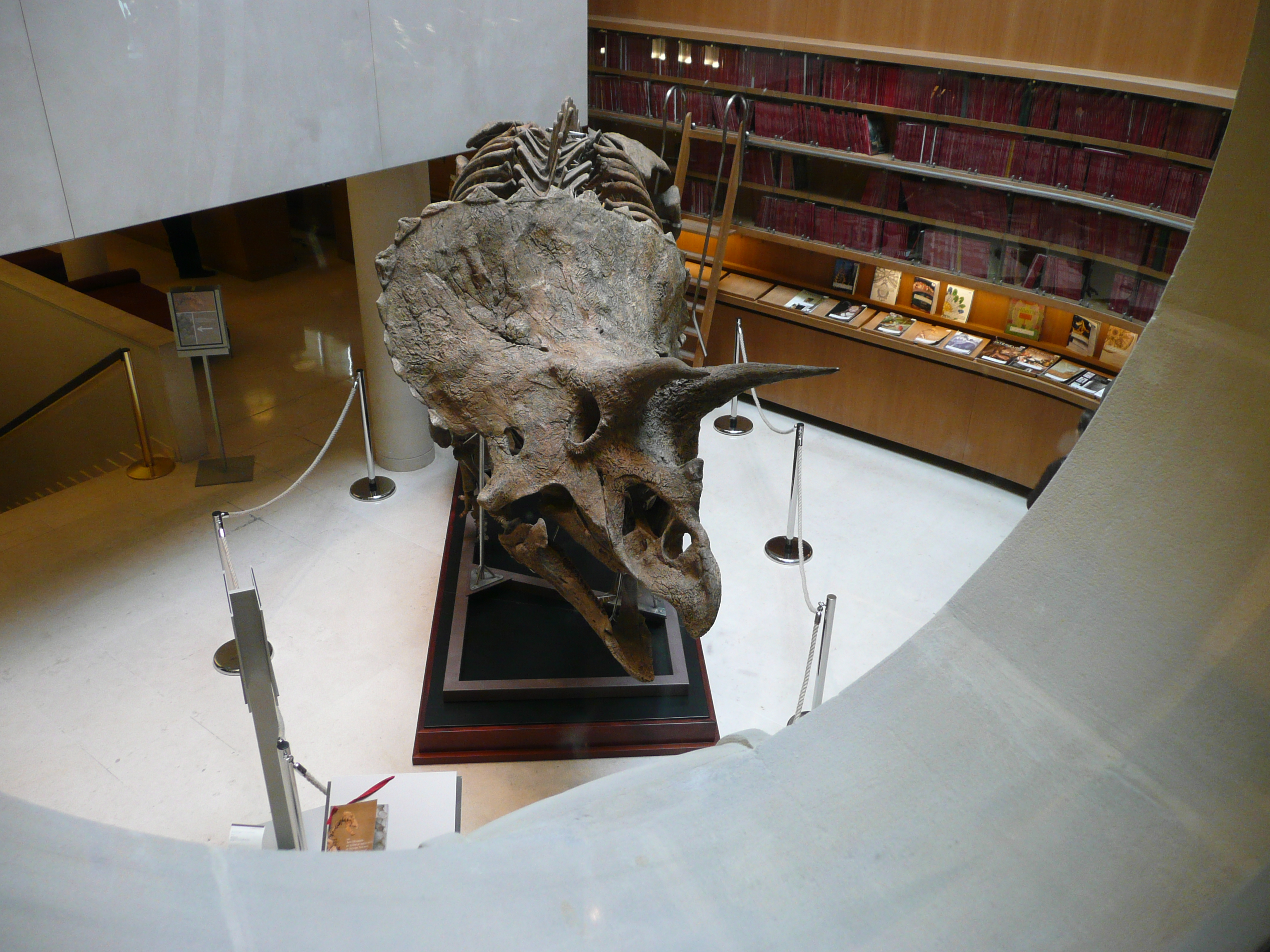
هيكل عظمي لديناصور تريسراتبس تم بيعه عبر كريستيز في 15 أبريل 2008.

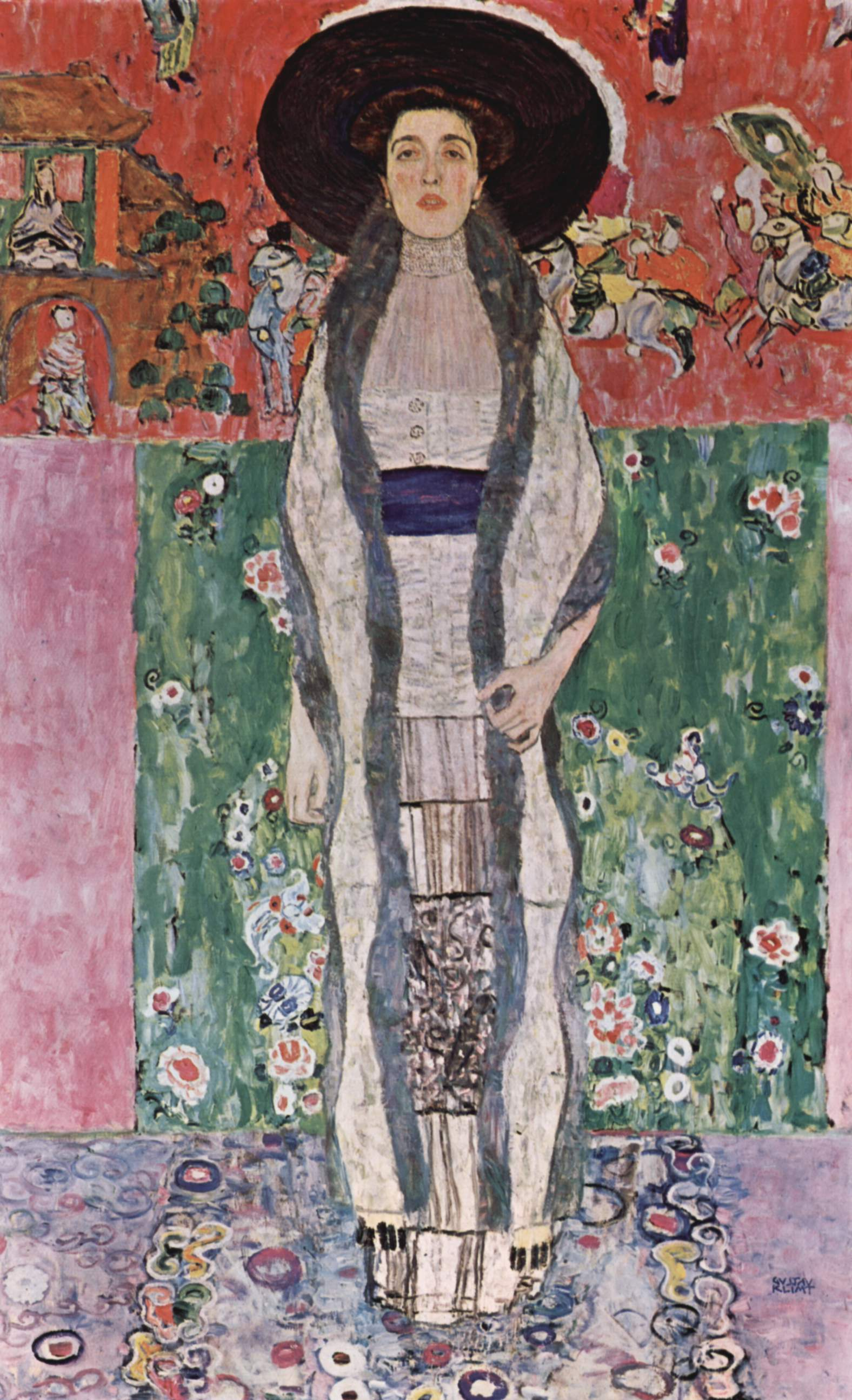
بوتريه أديل بلوخ باور الثانية (1912) لجوستاف كليمت، تم بيعه بـ 87.9 مليون دولار

- في عام 1848، قام جيمس كريستي وويليام مانسون ببيع محتويات منزل ستو، الذي كان ملكاً لدوق باكينغهام، والذي تحول الآن لمدرسة. بدأ البيع في أغسطس واستمر لأربعين يوماً حتى أكتوبر.[11]

- في مارس 1987، باعت كريستيز لوحة دوار الشمس لفان جوخ (1889) بسعر 39.9 مليون، في شارع كينج، محققة رقماً قياسياً لأي لوحة بيعت في مزاد.[36]
- في 1987، قامت كريستيز في قاعة ألبرت الملكية ببيع سيارة بوجاتي رويال بحوالي 9 ملايين دولار أمريكي والذي كان رقماً قياسياً.[37]
- في 1997، استضافت صالة كريستيز في بارك أفينو بيع فساتين من مجموعة الأميرة ديانا، أميرة ويلز، محققة أكثر من 3 مليون دولار.[38]
- في يونيو 2001، قام إلتون جون ببيع حوالي عشرين سيارة من مجموعته عبر كريستيز قائلاً أنه لم يجد الوقت لسياقتهم حيث كان خارج بلده، وكانت الأغلى جاغوار إكس جي 220 بـ 382 ألف دولار أمريكي، والعديد من سيارات الفيراري وبنتلي ورولز رويس، وكان السعر الإجمالي لبيع السيارات قد تجاوز 3.25 مليون دولار.[39]
- في 2006، تم بيع صحن من الخزف يرجع لأسرة تشينغ الحاكمة من حقبة حكم تشينغ لونغ (1736-1795) المملوك لباربارا هوتون بـ 19.4 مليون دولار في مقر الشركة في هونغ كونغ.[40][41]
- في 8 نوفمبر 2006، قامت كريستيز ببيع 79 قطعة لأكبر الفنانين مثل مثل غوستاف كليمت وبول غوغان وأوجست رينوار وأوغوست رودان وغيرهم، وأدخلت عليها هذه المبيعات 491 مليون دولار أمريكي. وشملت قطعاً معاد ترميمها من عائلة بلوخ باور، من بينها بوتريه أديل بلوخ باور الثانية (1912).[42]
- في نوفمبر 2007، قامت كريستيز ببيع ألبوم من ثماني صفحات مكتوب بالحبر على الورق للفنان دونغ كيشانغ ويرجع إلى أسرة مينج بـ 6.2 مليون دولار.
- في 24 مايو 2008، تم بيع لوحة بركة زنبق الماء (1919) للرسام كلود مونيه بسعر 80 مليون دولار وكانت وقتها أغلى لوحة تباع لمونيه.[43]
- في فبراير 2009 وعلى مدار ثلاثة أيام في باريس، قامت كريستيز ببيع مجموعات إيف سان لوران وبيير بارجيه بـ 370 مليون يورو (490 مليون دولار أمريكي)، وأصبحت وقتها أغلى مجموعة خاصة بيعت في مزاد. كان ضمن مجموعة إيف سان لوران تمثالان من البرونز لفأر وأرنب واللذان كانا موجودين في القصر الصيفي القديم في بكين، وقد أعيدا إلى الصين لاعتبارهما ضمن تراثها الوطني.[44]
- في 4 مايو 2010، باعت كريستيز لوحة بيكاسو عارية وأوراق خضراء وتمثال نصفي (1932) من مجموعة سيدني ف. لاسكر برودي مقابل 106 مليون دولار.[45]
- في ديسمبر 2011، باعت كريستيز مجموعة إليزابيث تايلور التي طرحت على أجزاء وحققت 140 مليون دولار.[46][47]
- في 12 نوفمبر 2013، تم بيع لوحة فرانسيس بيكون ثلاث دراسات للوسيان فرويد بـ 142 مليون دولار إلى مشترٍ مجهول وأصبحت وقتها العمل الفني الأغلى من أي وقت مضى يباع في مزاد.[48]
- في 11 مايو 2015، وخلال مزاد كريستيز في نيويورك بيعَت رائعة بابلو بيكاسو نساء الجزائر (النسخة O) التي تعود إلى 1954-55، مقابل 179.3 مليون دولار أمريكي لتصبح اللوحة الأغلى التي تباع في مزاد ذلك العام. وفي نوفمبر من السنة نفسها وخلال مزاد كريستيز في نيويورك، بيعت لوحة أميديو موديلياني امرأة عارية مستلقية (1917-18) مقابل 170.4 مليون دولار أمريكي لتصبح ثاني أغلى لوحة في تاريخ مزادات الأعمال الفنية.[49]
- في مايو 2016، عرضت كريستيز ماسة أوبنهايمر ذات الـ 14.62 فيراط والمسماة على اسم السير فيليب أوبنهايمر صاحب شركة دي بيرس للتعدين، وهي أكبر ماسة زرقاء خالصة في العالم تعرض في مزاد، وكانت الأخيرة ضمن سلسلة ماسات زرقاء تاريخية عرضتها كريستيز والتي كان من بينها ماسة تيرشينكو التي عرضت في 1984 وماسة فيتلسباخ الزرقاء في 2008.[50]
- في 7 يوليو 2016، بيعت لوحة لوط وابنتاه (1613-1614) لروبنس بـ 44.8 مليون جنيه استرليني وأصبحت أغلى لوحة رئيسية من الفن القديم تبيعها كريستيز.[51]
- في 11 نوفمبر 2017 باعت كريستيز في جنيف ساعة من العلامة التجارية باتك فيليب ذات الرقم المرجعي 5208T-010 بـ 6.22 مليون فرنك سويسري، وهو رقم قياسي لم تحققه أي ساعة عرضت في مزاد من قبل.[52]
- في 15 نوفمبر 2017، تم بيع اللوحة الشهيرة سالفاتور مندي لليوناردو دافنشي بـ 450.3 مليون دولار لتصبح أغلى لوحة يتم بيعها في مزاد.[53]
- في 31 أكتوبر 2018، باعت كريستيز منحوتة آشورية تاريخية وهي منقوشة من الجبس تصور إلهاً مجنحاً وتعود إلى حقبة الملك آشور ناصربال الثاني (حوالي 883-859 قبل الميلاد) وقد بيعت مقابل 30.9 مليون دولار. كانت القطعة موجودة في معهد فرجينيا اللاهوتي منذ 1860. وتظل واحدة من القطع الكاملة القليلة التي ظهرت في السوق.[54]
- في 4 يوليو 2019، باعت كريستيز جزء من تمثال رأس توت عنخ آمون بـ 4.7 مليون يورو، وحاولت وزارة الآثار المصرية إيقاف البيع بدعوى أن القطعة تم نهبها من معبد وتهريبها من مصر بشكل غير قانوني.[55]
- في مايو 2020، باعت كريستيز الهيكل العظمي للديناصور ستان المكتشف عام 1987، أي بعد أقل من قرن من اكتشاف وجود فصيلة تيرانوصور ريكس، المسمى ستان على اسم مكتشفه ستان ساكريسون، ويعتبر واحداً من أكبر هياكل الديناصورات اكتمالاً.[56]
- باعت كريستيز رمز إن إف تي لكولاج بيبل كل يوم: الأيام الخمس آلاف الأولى (2021) لآندي وارهول بـ 69 مليون دولار، وهو أول رمز إن إف تي وعمل فني رقمي يحقق هذا المبلغ.
- في مايو 2022، بيعت شوت سايج مارلين (1964) لآندي وارهول في مزاد لكريستيز في نيويورك مقابل 195 مليون دولار، ليصبح أغلى عمل على الإطلاق لفنان أمريكي يباع في مزاد وكذلك لفنان من القرن العشرين.[57]
- في سبتمبر وأكتوبر 2022، نظمت كريستيز مع شركة إيون للإنتاج مزاد "ستون عاماً من جيمس بوند" وعرض فيه مجموعة من 61 قطعة من المركبات، الساعات، الملابس، والمتعلقات التي استخدمت في سلسلة الأفلام الشهيرة جيمس بوند. حقق المزاد 7 مليون يورو من عطاءات من 27 بلد، وخصص جزء منها للتبرع لـ 45 جمعية خيرية.[58]
- باعت كريستيز مجموعة آن وجوردون جيتي، بالإضافة إلى مجموعة هوبير دو جيفنشي على مدار عام 2022، جالبةً أبرز مجموعات الفن الزخرفي إلى السوق.[59]
- في نوفمبر 2022، طرحت المجموعة الفنية للمؤسس المشارك لميكروسوفت بول ج. ألين في صالة كريستيز بنيويورك، وحققت المجموعة أكبر بيع في تاريخ المزادات الفنية إذ حققت أكثر من 1.5 مليار دولار وضمت المجموعة أعمالاً لفان جوخ وجوستاف كليمت وإدوارد هوبر وآندي وارهول وغيرهم. قبل ذلك، كانت أغلى مجموعة خاصة بيعت في مزاد هي مجموعة بيجي وديفيد روكفيلر في 2018 والتي حققت 863 مليون دولار، وكانت علامة بارزة لدار المزادات لأن كل المبيعات ذهبت للجمعيات الخيرية.[60][61]
- في نوفمبر 2023 تمّ بيع ماسة "الأزرق الملكي" بسعر 43,8 مليون دولار. وهذا ما جعل من هذا الحجر الكريم الذي صُنّف على أنه مثالي أغلى ماسة يتمّ بيعها في ها العام.[62]

## النقد
في عام 2000، ظهرت ادعاءات بوجود أسعار متفق عليها مسبقاً بين كريستيز وسوذبي وبدأت تحقيقات في الولايات المتحدة نتج عنها استقالة أشخاص من الإدارة العليا لسوذبي والحكم على المدير التنفيذي لسوذبي ديدي بروكس بالسجن رفقة أ. ألفريد توبمان أكبر مساهم في الشركة، في حين لم يتم إصدار أحكام بالسجن على إدارة كريستيز إلا أنها دفعت غرامة 512 مليون دولار مع سوذبي وملاكهما كتسوية للقضية المدنية المقامة ضدهم.
وجهت الانتقادات لكريستيز مرات عديدة بسبب عدم الشفافية في الإفصاح عن القطع وملاكها، مثل عرض أعمال فنية تعود ملكيتها الأصلية إلى مصرفي يهودي من النمسا يدعى هينريك جراف وتم نهبها من قبل الجيستابو خلال احتلال ألمانيا للنمسا، ورفضت الشركة في البداية عرض معلومات عن الورثة المفترضين والمالكين للقطع التي عرضوها، لكن حكم محكمة بريطانية ألزم الشركة بالإفصاح عن بيانات الملاك.
في نوفمبر 2014 اضطرت كريستيز لسحب قطعة نحتية من حقبة ما قبل التاريخ في سردينيا وقدر ثمنها بنحو مليون دولار بسبب مالك القطعة مايكل شتاينهارت الملياردير الأمريكي الذي أشيع عنه اقتناءه لقطع مهربة ومنهوبة.
في فبراير 2023 ألزمت محكمة فرنسية كريستيز بإعادة لوحة تعود لعام 1707 للرسام الهولندي أدريان فان دير ويرف والتي سرقت من معرض في باريس ولم يتم الإفصاح عنها في لندن.

## وصلات خارجية
- الموقع الرسمي